# نویمبریان
نویمبریان (به ارمنی: Նոյեմբերյան) یک شهر در ارمنستان است که در استان تاووش واقع شده‌است. نویـِمبـِریان شهری در شمال شرقی ارمنستان است. این شهر به فاصله ۱۹۸ کیلومتری ایروان و در چند کیلومتری مرز جمهوری آذربایجان واقع شده‌است.  در  کیلومتری شمال ایجوان، مرکز استان تاووش واقع شده است. این شهر تا سال ۱۹۳۸ «بارانا» نامیده می‌شد. در منطقه پیرامون نویمبریان به‌ویژه در جاده نویمبریان به ایجوان گهگاه از سوی جمهوری آذربایجان گلوله‌هایی شلیک می‌شود.

## خصوصیات
نویمبریان ۳٫۶ کیلومتر مربع مساحت و ۵٬۳۱۰ نفر جمعیت دارد و در ارتفاع  متر بالاتر از سطح دریا قرار گرفته است.
بنیاد ۸۹۸ (میلادی)

## نگارخانه

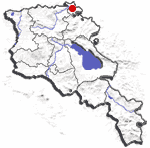